# NGC 3054
NGC 3054 ist eine Balken-Spiralgalaxie vom Hubble-Typ SBb im Sternbild Hydra südlich der Ekliptik. Sie ist schätzungsweise 99 Millionen Lichtjahre von der Milchstraße entfernt und hat einen Durchmesser von etwa 115.000 Lichtjahren.
Die Galaxie ist Namensgeberin der NGC 3054-Gruppe zu deren Mitgliedern weiterhin NGC 3051, NGC 3078, NGC 3084, NGC 3089, IC 2531, IC 2537, PGC 28803 und PGC 28874 gehören.
Die Supernovae SN 2004de und SN 2006T (Typ-IIb) wurden hier beobachtet. Am 19. Februar 2022 wurde erneut eine Supernova (Typ Ib) in NGC 3054 beobachtet (AT2022crv), die am 6. März 2022 eine scheinbare Helligkeit von 15,3 mag erreicht hat.
Das Objekt wurde am 3. April 1859 von dem deutsch-amerikanischen Astronomen Christian Heinrich Friedrich Peters entdeckt.

## NGC 3054-Gruppe (LGG 185)
| Galaxie   | Alternativname | Entfernung/Mio. Lj |
| --------- | -------------- | ------------------ |
| NGC 3054  | PGC 28571      | 99                 |
| NGC 3051  | PGC 28536      | 104                |
| NGC 3078  | PGC 28806      | 106                |
| NGC 3084  | PGC 28841      | 104                |
| NGC 3089  | PGC 28882      | 112                |
| IC 2531   | PGC 28909      | 101                |
| IC 2537   | PGC 29179      | 115                |
| PGC 28874 | ESO 499-032    | 100                |
| PGC 28803 | ESO 499-026    | 97                 |

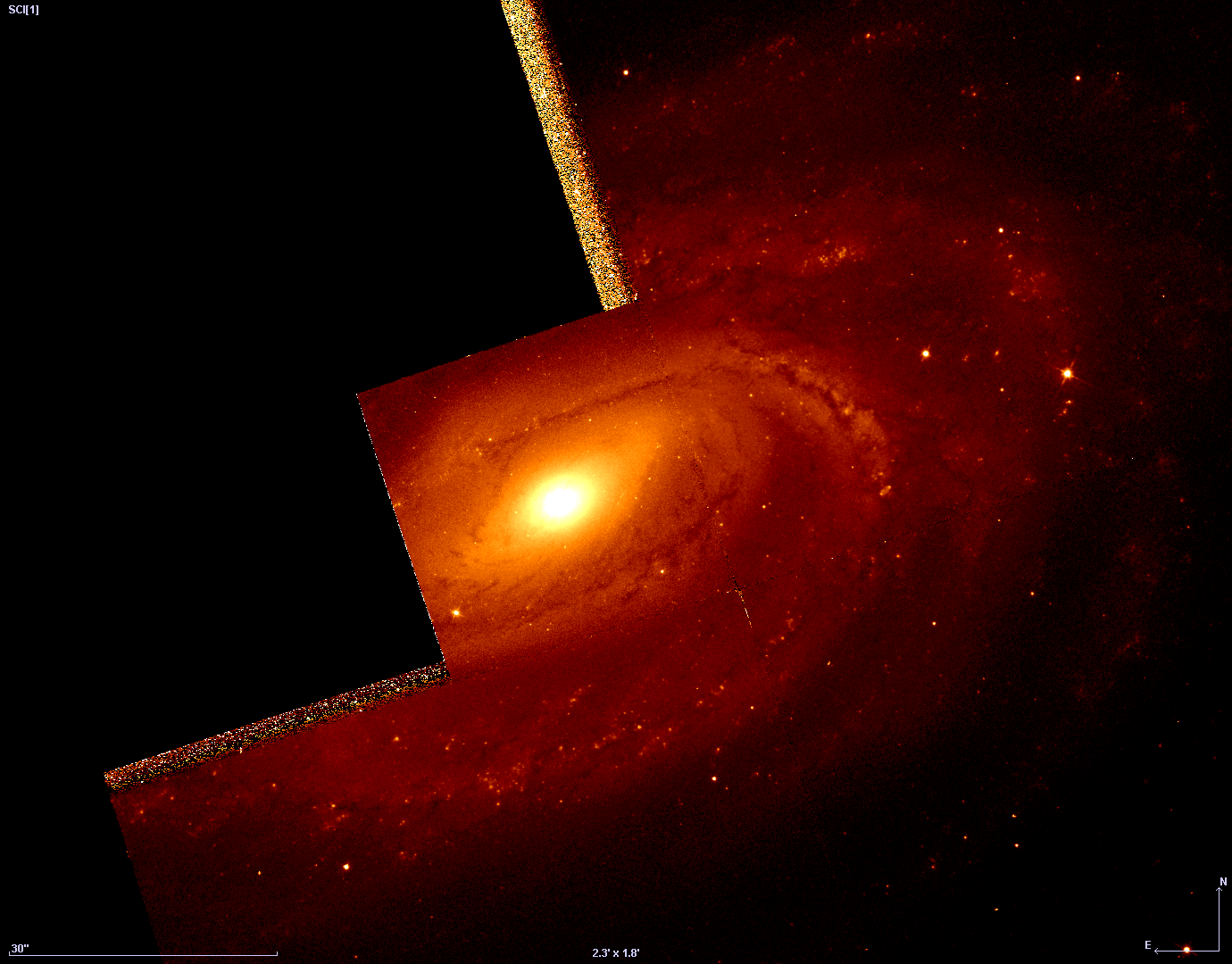
Aufnahme des Hubble-Weltraumteleskops